# 十文字インターチェンジ (山口県)
十文字インターチェンジ（じゅうもんじインターチェンジ）は、山口県美祢市美東町真名の小郡萩道路上にあるインターチェンジである。
小郡萩道路の部分開通となる2010年3月20日に供用開始した。小郡萩道路は無料の自動車専用道路として建設しているため、美祢東JCTと十文字ICとの中間に本線料金所となる美祢東料金所（中国自動車道の料金収受施設）が設けられている。
なお、「十文字」は国道490号と山口県道31号美東秋芳西寺線が交わる美祢市美東町真名のかつての字名で、中国自動車道真名BS付近に相当する。

## 周辺
- 田代台病院

## 接続する道路
- 国道490号
- 山口県道30号小野田美東線
  - 近傍の「十文字交差点」にて山口県道31号美東秋芳西寺線に間接接続。
  - 2011年5月27日の山口県告示第232号[2]にて小郡萩道路の十文字IC以北が国道490号本線となったことにあわせ、十文字IC以北（以東）の国道490号一般道路部を県道小野田美東線に変更した（それまでの県道小野田美東線の終点は十文字交差点だった）。

## 隣
小郡萩道路
(34-1)美祢東JCT/TB - 十文字IC - 秋吉台IC